# Liam Henderson (augustus 1996)
Liam Henderson (Edinburgh, 23 augustus 1996) is een Schots voetballer die als verdediger uitkomt voor Edinburgh City.

## Carrière
Henderson debuteerde op 20 augustus 2014 voor Hearts FC in de uitwedstrijd in de Scottish League Challenge Cup tegen Livingston FC. De wedstrijd werd met 4-1 verloren. Van 10 oktober 2014 tot het einde van 2014 speelde hij op huurbasis voor Preston Athletic FC.